# Castelo de Mounsey
O Castelo de Mounsey é uma edificação de terra triangular irregular da Idade do Ferro com 1.75 ha (4.3 acres) a noroeste de Dulverton, Somerset, Inglaterra. Foi classificado como um monumento antigo.
Os fortes nas colinas se desenvolveram no fim da Idade do Bronze e no começo da Idade do Ferro, aproximadamente no começo do primeiro milênio a.C.
A razão para o seu surgimento na Grã-Bretanha, e seu propósito, tem sido objeto de debate. Tem sido argumentado que eles poderiam ter sido locais militares construídos em resposta à invasão da Europa continental, locais construídos por invasores, ou uma reação militar às tensões sociais causadas por uma população crescente e consequente pressão sobre a agricultura. A visão dominante desde a década de 1960 tem sido que o uso crescente de ferro levou a mudanças sociais na Grã-Bretanha. Os depósitos de minério de ferro estavam localizados em diferentes lugares para a lata e minério de cobre necessários para fazer bronze, e como resultado os padrões de negociação mudaram e as velhas elites perderam seu status econômico e social. O poder passou para as mãos de um novo grupo de pessoas.
O arqueólogo Barry Cunliffe acredita que o aumento populacional ainda desempenhava um papel e afirmou que "[os fortes] forneceram possibilidades defensivas para a comunidade naqueles momentos em que o estresse [de uma população crescente] estourou em guerra aberta. Mas eu não os veria como tendo sido construídos porque havia um estado de guerra. Eles seriam funcionais como redutos defensivos quando havia tensões e, sem dúvida, alguns deles foram atacados e destruídos, mas este não foi o único, ou mesmo o mais significativo, fator em sua construção".